# Chowwara
Chowwara là một thị trấn thống kê (census town) của quận Ernakulam thuộc bang Kerala, Ấn Độ.

## Nhân khẩu
Theo điều tra dân số năm 2001 của Ấn Độ, Chowwara có dân số 13.603 người. Phái nam chiếm 50% tổng số dân và phái nữ chiếm 50%. Chowwara có tỷ lệ 79% biết đọc biết viết, cao hơn tỷ lệ trung bình toàn quốc là 59,5%: tỷ lệ cho phái nam là 81%, và tỷ lệ cho phái nữ là 76%. Tại Chowwara, 10% dân số nhỏ hơn 6 tuổi.